# Errol Damelin
Errol Damelin (Sudafrica, 23 agosto 1969) è un imprenditore sudafricano, fondatore e CEO della società finanziaria online Wonga.

## Biografia
Errol Damelin è cresciuto in una famiglia ebraica in Sudafrica, dove ha frequentato l'Università di Città del Capo. Dopo il conseguimento della laurea nel 1992, ha fatto l'aliyah (l'emigrazione in Israele). Cominciò la sua carriera lavorando nell'ambito della finanza d'impresa in una banca israeliana, successivamente incorporata nella Israel Discount Bank. Ha inoltre conseguito un MBA presso l'Università di Boston.

## Carriera
Nel 1997 Damelin fondò la sua prima società Barzelan (http://www.barzelan.co.il/ Archiviato il 21 ottobre 2013 in Internet Archive.), attiva nella produzione di fili di acciaio zincato e localizzata a Bet Shemesh in Israele.
Nel 2000 fondò Supply Chain Connect (https://web.archive.org/web/20131021230958/http://www.supplychainconnect.com/), una società di software con uffici negli Stati Uniti e nel Regno Unito.
A Londra nel 2007 Damelin fondò Wonga.com (https://web.archive.org/web/20130927022805/https://www.wonga.com/), una società online di prestiti a breve termine. Da allora Wonga ha lanciato una serie di nuovi prodotti e servizi tra i quali Wonga for Business, che è progettato per fornire soluzioni a problemi di temporanea illiquidità per piccole e medie imprese. Wonga si è trovata sotto crescente pressione da parte dei media fra centinaia di accuse di frode e di sfruttamento dei più vulnerabili della società. Damelin ha richiesto una miglior regolamentazione del segmento del credito al consumo e del più ampio settore dei servizi finanziari nel Regno Unito. La regolamentazione del settore è attualmente di competenza dell'Office of Fair Trading (OFT); tuttavia, dal 2014, la responsabilità per le società di credito al consumo passerà alla Financial Conduct Authority (FCA), un cambiamento gradito a Damelin. In un articolo pubblicato dal quotidiano The Guardian, ha rivelato di non avere personalmente alcuna questione morale in relazione all'ampiamente criticata etica commerciale di Wonga.

## Premi
Damelin ha vinto una quantità di premi, tra cui:
- Entrepreneur of the Year - Growing Business Award 2010[11]
- Best Startup Founder - The Europas European Startup Awards 2010[12]
- The Guardian's Entrepreneur of the Year[13]
- Ernst & Young Entrepreneur of the Year for London[14]
- Digital Entrepreneur of the Year - Digital Entrepreneur Awards 2010[15]

Wonga si è anche classificato negli ultimi tre anni ai vertici della Sunday Times Tech Track 100, e nel 2012 a Berlino ha ricevuto il premio come "Fastest Growing Company" ai Media Momentum Awards.

## Vita personale
Errol Damelin vive attualmente a Londra con la propria famiglia. Nel tempo libero pratica molte attività sportive, in particolare la maratona, il kayak e lo sci.